# Le origini (Modà)
Le origini è la prima raccolta, non ufficiale, del gruppo musicale pop rock italiano Modà, pubblicata il 26 ottobre 2010 dall'etichetta discografica New Music International Srl e basata sul loro primo album in studio, Ti amo veramente, già in precedenza ristampato dalla stessa.

## Il disco
È stato pubblicato in formato CD+DVD, contenente diciassette tracce registrate dal gruppo nei primi anni di attività e già incluse nei precedenti dischi, alcune tracce dal vivo, due versioni acustiche e tre tracce video. Il cofanetto è stato pubblicato in concomitanza con un periodo di buoni riscontri commerciali del gruppo con alcuni nuovi singoli, pubblicati con una nuova etichetta, la Ultrasuoni, e non presenti in questa pubblicazione.
La versione digitale è composta dal solo CD.

## Controversie
La raccolta è stata diffusa dall'etichetta con cui il gruppo ha pubblicato il primo album in studio Ti amo veramente, la New Music International Srl, e in quanto tale è stato criticato e non autorizzato dalla band stessa, che l'ha definito una pubblicazione non ufficiale dei Modà.

## Tracce
CD, download digitale
1. Volevo dirti – 3:46
2. Ti amo veramente – 3:25
3. Il branco – 3:46
4. Dimmi che non hai paura – 4:11
5. Il sogno di una bambola – 4:54
6. Nuvole di rock – 4:59
7. Uomo diverso – 3:27
8. Riesci a innamorarmi – 3:39
9. Sogno nel cassetto – 4:19
10. Ora vai – 4:12
11. Padre astratto – 3:22
12. Mentre sogni – 4:03
13. Dimmi che non hai paura (live) – 3:55
14. Il branco (live) – 3:56
15. Nuvole di rock (live) – 4:56
16. Ti amo veramente (acustica) – 3:53
17. Riesci a innamorarmi (acustica) – 3:49

DVD aggiuntivo presente nella versione fisica
1. Dimmi che non hai paura (live video)
2. Ti amo veramente (videoclip)
3. Nuvole di rock (live video)

## Successo commerciale
La raccolta ha ottenuto un buon riscontro di vendite, raggiungendo la 13ª posizione della Classifica FIMI Album e venendo certificato disco d'oro per le oltre 30 000 copie vendute.

## Classifiche
| Classifica (2010) | Posizione massima |
| ----------------- | ----------------- |
| Italia            | 13                |